# Омутище (остановочный пункт)
Омути́ще — остановочный пункт Горьковского направления Московской ЖД в Петушинском районе Владимирской области.
Название дано по деревне Старые Омутищи, расположенной к югу от остановочного пункта. В пешей доступности также протекает река Клязьма.
Состоит из двух платформ, соединённых только настилом через пути. Не оборудована турникетами.
Время движения от Курского вокзала около 2 часов 10 минут. В день на станции останавливается 20 поездов на Петушки, 19 — на Москву. Все экспрессы и поезда дальнего следования проходят остановочный пункт без остановки.